# Provincia de Santo Domingo de los Tsáchilas
Santo Domingo de los Tsáchilas es una de las veinticuatro provincias que conforman la República del Ecuador, situada al centro norte del país, en la zona geográfica conocida como región Costa, en los flancos externos de la cordillera occidental de los Andes. Su capital administrativa es la ciudad de Santo Domingo, la cual además es su urbe más grande y poblada. Ocupa un territorio de unos 3770,08 km², siendo la cuarta provincia del país más pequeña por extensión, detrás de Cañar, Tungurahua y Santa Elena. Limita al norte y este con Pichincha, al sureste con Cotopaxi, por el sur con Los Ríos, al oeste con Manabí y al noroeste con Esmeraldas.
En el territorio santodomingueño, habitan 492.969 personas, según el último censo (2022), siendo la novena provincia más poblada del país. La provincia de Santo Domingo de los Tsáchilas está constituida por dos cantones, de los cuales se derivan ocho parroquias urbanas y diez parroquias rurales. Según el último ordenamiento territorial, la provincia de Santo Domingo de los Tsáchilas pertenecerá a una región comprendida también por la provincia de Manabí, aunque no esté oficialmente conformada, denominada Región Pacífico.
Es uno de los más importantes centros administrativos, económicos, financieros y comerciales del Ecuador. Las actividades principales de la provincia son el comercio, la ganadería, la industria y la agricultura.
Tuvo distintos períodos migratorios provenientes de la serranía como los caras y yumbos. En la época colonial, esta zona estuvo jurídicamente a cargo de la Gobernación de Caráquez. Después de la guerra independentista y la anexión de los territorios del actual Ecuador a la Gran Colombia, se crea la provincia de Pichincha, el 25 de junio de 1824, en la que dentro de sus límites se encontraba el actual territorio santodominguense. El 6 de noviembre de 2007, se crea la vigésima tercera provincia del país: la provincia de Santo Domingo.

## Historia

### Orígenes y época colonial
Antes de la llegada de los colonizadores, la zona estaba poblada por los indígenas tsáchilas, descendientes de los yumbos. La primera referencia que se tiene data del año 1542, cuando un gobernador llamado Gil Ramírez Dávalos reconoció la autoridad y mando de Cristóbal Tusasanín sobre las tierras de Sigchos, Niguas y Colorados, tierras que posteriormente pasaron a formar parte del Señoríos de Catalina Caxana Unaysa, hija de Tusasanín. Catalina fue Gobernadora y señora de Sigchos, Niguas y Colorados y su territorio comprendía "desde el río Grande (Toachi) para arriba de Guantoaló y de allí a Consacoto y de allí loma abajo con el que pasa para Sigchos y cierra el círculo". Esta región fue conocida a principios de la época colonial como "Provincia de Yumbos", sus territorios, inexplorados casi en su totalidad, estuvieron jurídicamente a cargo de la Gobernación de Caráquez, pero tras la disolución de esta entidad sus territorios estuvieron relacionados directamente con la administración política del Corregimiento de Quito y la administración geográfica de la Gobernación de Atacames, también denominada Gobernación de las Esmeraldas.
Los padres dominicos llegan a la región en el año 1660 para evangelizar a los pueblos nativos, tuvieron a cargo la doctrina de Cansacoto que incluía los pueblos de Cocaniguas, Lambe y San Francisco. Después del despoblamiento de Consacoto los dominicos se asentaron en los nuevos poblamientos de San Miguel y Santo Domingo, es entonces cuando nace como tal, el asentamiento de Santo Domingo de los Colorados. Casi un siglo después, serán diseñados los primeros planos de la zona por el topógrafo Pedro Vicente Maldonado en el año 1750. En el siglo XVIII la zona entró en una etapa de reducción y repliegue de los habitantes nativos.

### Época republicana
Avanzada la fase republicana, el gobierno de Gabriel García Moreno dio importancia a la construcción de los caminos hacia los puertos de Manabí y Esmeraldas, por lo que, en la Ley de División Territorial del 29 de mayo de 1861, se crea la parroquia de Santo Domingo de los Colorados, perteneciente al Cantón Quito. A fines del siglo XIX, llegaron algunos colonos, entre ellos 1814 franceses y alemanes que en pequeñas extensiones, explotaban plantaciones de caucho. El 23 de julio de 1883, cuando se creó el Cantón Mejía, la parroquia de Santo Domingo de los Colorados pasó a ser parte de dicho cantón. El 6 de noviembre de 1899, el gobierno de Eloy Alfaro Delgado creó de forma oficial el pueblo de Santo Domingo de los Colorados, siendo este acontecimiento documentado por el gobernador de Pichincha, Rafael Gómez de la Torre; desde entonces los colonos fueron en aumento: jornaleros, caucheros, contratistas de obras públicas y hacendados. 
Es así que empieza la integración de la zona a la geografía nacional, contando con una incipiente presencia estatal, con sus primeras autoridades civiles y policiales. A principios del siglo XX, debido al crecimiento de la población, se establece la primera institución educativa, el Instituto Peralta. En 1940 se inaugura la vía Santo Domingo - Chone, lo que fomenta el asentamiento de colonos manabitas. En 1944, Santo Domingo vuelve a formar parte del Cantón Quito y para 1946 se conoce de la existencia de un Concejo Parroquial encargado entre otras cosas de la parcelación de lotes de terrenos públicos conformados alrededor de la parroquia. Este concejo sería el precursor de la Junta Parroquial, mediante la cual se logra la ejecución de importantes obras fue de trascendental importancia: el servicio de agua en 1953, la creación del cuerpo de bomberos 1955 y la construcción de la planta eléctrica para 1959.

### Cantonización y consolidación
En la década de los 60, con la apertura de la vía Alóag - Santo Domingo, la región se consolida como agropecuaria, disparándose el crecimiento demográfico, gracias a la llegada masiva de colonos, provenientes de casi todas las provincias de la costa y la sierra e inclusive de la zona sur de Colombia. La población emigrante provino de áreas deprimidas, sea por desastres naturales como por las sequías de Manabí y Loja; o de provincias caracterizadas por altos niveles de pobreza, como Bolívar, Tungurahua y Chimborazo. Es así que Santo Domingo pasó de 6974 habitantes en 1950, a 1951 en 31.345. 
El 30 de enero de 1964, mediante Secreto Supremo, se crea la Junta de Mejoras de Santo Domingo, mientras en septiembre de 1963 se había propuesto la cantonización, y más tarde, el 30 de octubre de 1966 se conforma el "Comité pro creación de la provincia de Santo Domingo", presidido por Antonio Granda Centeno. El 10 de enero de 1967, la Asamblea Constituyente aprobó la creación de los cantones de Santo Domingo, El Carmen (Manabí) y Quinindé (Esmeraldas); el decreto oficial sobre la cantonización fue publicado el 3 de julio de 1967 en el Registro Oficial Nro. 161. Los primeros concejales del naciente cantón fueron: Ramón Chérrez Chávez (presidente del Concejo Municipal), Augusto Serrano Calero (vicepresidente), Mario Naranjo, Luis Morales, Carlos Morales, Cadmo Zambrano y Alfredo Pérez Chiriboga. 
En 1974 el cantón alcanza los 103.215 habitantes, es así que en 1978, con la nueva constitución, el Concejo Municipal alcanza la categoría de Alcaldía y su primer personero fue Kléber Paz y Miño. El 29 de diciembre de 1984 se conformó el  Segundo Comité de Provincialización, el mismo que presentó al Congreso Nacional el Proyecto de Ley de Creación de la nueva provincia el 19 de septiembre de 1985, pero el proyecto no fue tratado por los legisladores. Para 1990, la ciudad ya es considerada una de las principales urbes del país, por lo que, a principios de aquel año, en un nuevo intento, se conformó el Tercer Comité de Provincialización, consiguiendo que el Congreso Nacional, el 27 de mayo de 1992, apruebe en primer debate el proyecto, pero el segundo y definitivo debate nunca se dio. El Concejo Municipal propuso al TPEP en el 2000 una consulta popular, pero su solicitud que fue rechazada, por estar mal presentada.

### Provincialización
Kléber Paz y Miño lideró el cuarto y último Comité de Provincialización, el mismo que consiguió que el 9 de noviembre del 2006, el Tribunal Provincial Electoral de Pichincha convoque al pueblo de Santo Domingo a consulta popular para el 26 de noviembre, donde se le consultó a la ciudadanía si estaba de acuerdo con la provincialización. La propuesta fue apoyada por el 83,61% del electorado. Tras los resultados, el presidente Rafael Correa firmó el proyecto y lo envió al Congreso Nacional el 7 de junio del 2007. Ya en el legislativo, el 16 de agosto, luego del informe favorable de la Comisión de Descentralización, el Proyecto de Ley de Creación de la Provincia Santo Domingo de los Tsáchilas fue tratado y aprobado en primer debate y pasó a la Comisión de Descentralización para informe. Finalmente, el 2 de octubre se aprueba en segundo debate la Ley que crea la Provincia de Santo Domingo de los Tsáchilas. Esta Ley se publicó en el Registro Oficial N: 205, el 6 de noviembre de 2007.
Con la ley promulgada, el Tribunal Supremo Electoral debía convocar a elecciones para prefecto y consejeros de la nueva provincia en un plazo de 90 días. Mientras tanto, el 16 de noviembre de 2007 fue nombrado como primer Gobernador de la naciente provincia Freddy Campos Aguirre, y el 19 de noviembre se reunió por primera vez la Comisión Interinstitucional, creada para viabilizar la transición entre el Consejo Provincial de Pichincha y el Consejo Provincial de Santo Domingo de los Tsáchilas. Las elecciones fueron convocadas para el 16 de marzo de 2008, en dichos comicios fue electo Geovanny Benítez obtuvo con 56.556 votos, convirtiéndose así en el primer prefecto de Santo Domingo de los Tsáchilas. Finalmente, el 4 de abril de 2008 empezó oficialmente la gestión administrativa del Gobierno Provincial de Santo Domingo de los Tsáchilas.
Existió un conflicto con la provincia de Esmeraldas por la jurisdicción del cantón La Concordia. Al Respecto, el 5 de febrero de 2012 mediante consulta popular, la población de este cantón expresó su voluntad de que el mismo pertenezca a la Provincia de Santo Domingo de los Tsáchilas.

## Símbolos

### Bandera

El Sol de Mayo: Simboliza la herencia cultural de los mayores, el legado de 40 años de lucha, sus rayos indican la riqueza hidrológica, base de nuestra prosperidad agrícola y pecuaria.
El geoglifo del pájaro, (confundido con el del colibrí) representa la multiculturalidad, la plurietnicidad, su vuelo en ascenso simboliza el cumplimiento de su destino de gloria, sus alas abiertas, evocan el amor y generosidad de esta tierra; sus 17 plumas aluden, a los 17 meses que tomó hacer la consulta y lograr la provincialización.
Aspa: Compuesta de franjas que significan el desarrollo poblacional y económico configura los 4 ejes viajes, recoge los colores del “manpe tsanpá”.
Rojo: Representa el fuego, la sangre de los ancianos que los antecedieron, el unto de achiote.
Verde: Expresa la frondosidad de la región, la renovación de la naturaleza, esperanza e inmortalidad.
Amarillo: Color del oro, utilizado para significar riqueza, la eternidad, la sublimación.
Negro: Comporta la seriedad, el rigor austero, proviene del “huito”, árbol utilizado para pintar las franjas del “manpe tsanpá” originario.
Blanco: Es la suma de los colores que representan la luz, la pureza, lo incorruptible, la perfección.

### Escudo
El Sol de Mayo: Simboliza la herencia cultural de los mayores, el legado de 40 años de lucha, sus rayos indican además, la riqueza hidrológica, base de su prosperidad agrícola y pecuaria.
El colibrí (en la ilustración se ha confundido con el geoglifo del pájaro), ave emblemática de la región: Representa la belleza, la multiculturalidad, la pluri etnicidad, su vuelo deslumbrante, simboliza el cumplimiento de nuestro destino de gloria, sus alas abiertas, evocan el amor y generosidad de esta tierra; sus 17 plumas aluden, a los 17 meses que tomó hacer la consulta y lograr la provincialización.
Pambil: Encarna el ascenso de nuestro pueblo, su fortaleza y vínculo entre lo espiritual y lo terreno.
Mariposa: Es signo de la salud ambiental.
Manpe Tsánpa: Vestimenta Tsa´chila de los varones, sus franjas van creciendo proporcionalmente, para significar su constante desarrollo poblacional y económico.
Ondas de Agua: Evoca la riqueza hídrica.
Rojo: Representa el fuego, la sangre de los ancianos que los antecedieron, el unto de achiote.
Verde: Implica la frondosidad de nuestra región, la renovación de la naturaleza, esperanza e inmortalidad.

## Geografía e Hidrografía
Situada en los flancos externos de la cordillera occidental de los Andes, la provincia tiene de superficie 3770,08  km2, y está a una altitud de 625 m s. n. m. Se encuentra a 120 km de distancia del mar. Limita al norte y al este con Pichincha, al noroeste con Esmeraldas, al oeste con Manabí, al sur con Los Ríos y al sureste con Cotopaxi. Zona noroccidental del Ecuador, es una de las zonas con mayor pluviosidad del país. 
Tiene una gran riqueza hidrológica, existen cinco cuencas y microcuencas importantes: al este y noreste, el curso medio y bajo del Toachi, perteneciente a la cuenca del río Blanco; al sur, la subcuenca del Borbón, que pertenece a la gran cuenca del río Guayas y empata con el Babis; al suroeste, la subcuenca del río Peripa; al noreste, la subcuenca del Quinindé que, al igual que la subcuenca del Blanco, al noroeste, pertenecen a la cuenca del río Esmeraldas.La ciudad se encuentra al final de la hoya del río Toachi, el mismo que se ubica al lado oriente de la urbe. No tiene mayores elevaciones a excepción del Cerro Bombolí.

## Gobierno y política

### Política
La estructura política de Santo Domingo de los Tsáchilas está conformada por el Gobierno Autónomo Descentralizado Provincial, denominado comúnmente como «Prefectura», la cual es una persona jurídica de derecho público que goza de autonomía política, administrativa y financiera, y ejerce las funciones ejecutivas, legislativas y de fiscalización dentro de la circunscripción territorial de la provincia. La sede de este gobierno seccional está en la ciudad de Santo Domingo, en calidad de capital provincial.
El gobierno provincial está conformado por un prefecto, un viceprefecto y el consejo provincial. El prefecto es la máxima autoridad y representante legal de la función ejecutiva dentro de la provincia y es elegido en binomio junto al viceprefecto por votación popular en las urnas. El consejo provincial es el órgano de legislación y fiscalización del gobierno provincial, y está integrado por el prefecto -quien lo preside con voto dirimente-, el viceprefecto, los alcaldes de los dos cantones santodomingueños, y representantes de los gobiernos de las parroquias rurales. En la actualidad el cargo de prefecta lo ejerce Johana Núñez, elegida para el periodo 2019 - 2023. 
Paralelo al Gobierno Autónomo Descentralizado Provincial de Santo Domingo de los Tsáchilas, el poder ejecutivo del presidente de la República está representado en la provincia por el gobernador. El cargo de gobernador es ocupado por un individuo designado por el presidente de la República, y puede durar en sus funciones indefinidamente mientras así lo decida el primer mandatario del país. Actualmente, el gobernador de la provincia es Marco Antonio Quezada.

### División administrativa

Cantones de Santo Domingo de los Tsáchilas.

Santo Domingo de los Tsáchilas está dividido en dos cantones, que a su vez están conformados por ocho parroquias urbanas y 10 parroquias rurales. Cada uno de los cantones son administrados a través de una municipalidad y un consejo cantonal, los cuales son elegidos por la población de sus respectivos cantones. La responsabilidad de asistencia social y económica, y administrar infraestructuras, tales como parques y sistemas de saneamiento básico.
|                                                                | Cantón        | Población (2022) | Área (km²) | Cabecera cantonal | Población (2022) |
| -------------------------------------------------------------- | ------------- | ---------------- | ---------- | ----------------- | ---------------- |
|                                                                | La Concordia  | 58 610           | 325        | La Concordia      | 38 734           |
| [[Archivo:\|30px\|border\|Bandera de Santo Domingo (Ecuador)]] | Santo Domingo | 471 217          | 3445,08    | Santo Domingo     | 357 026          |

## Turismo
Santo Domingo de los Tsáchilas cuenta con lugares turísticos como:
- Jardín Botánico "Padre Julio Marrero": se ubica en la Cooperativa Juan Eulogio Paz y Miño. Se compone de diez hectáreas, con hermosos senderos; sus secciones presentan especies de árboles nativos de la zona, árboles de frutas, plantas ornamentales y flores tropicales. Sus horarios de atención son de 09:00h a 16:00h, de lunes a domingo.
- Comuna San Vicente del Nila, ubicada en el km. 37 de la vía Santo Domingo-Quevedo margen derecho + 12 km, es un hermoso rincón de la patria; cuenta con muchos atractivos naturales como ríos y bosques.
- Catedral el "Buen Pastor", de estilo renacentista con elementos contemporáneos, su construcción fue impulsada por Monseñor Wilson Moncayo Jalil, aun continua en construcción.
- Santuario del Bombolí, dedicado a la Asunción de María. Desde este Santuario hay una bonita vista de la ciudad.

Son atractivo turístico además las diferentes comunas Tsáchilas donde se pueden conocer a los indios colorados (nombre otorgado por los mestizos) rodeados de exuberante vegetación tropical y hermosos ríos, allí se puede apreciar las costumbres, vestimentas, y particularidades de esta etnia indígena.
- Comuna San Gabriel del Baba, ubicada a continuación del ingreso a San Juan de Río Verde, cuenta con carriles para ciclopaseo y atletismo en su vía de acceso en buen estado, integra el paisaje natural el Río Baba, montañas y árboles antiguos, rodeada de balnearios y comercio local es una de las más visitadas.